# Kristoffer Ajer
Kristoffer Vassbakk Ajer (17 april 1998) is een Noors voetballer die doorgaans als centrale middenvelder speelt. Hij verruilde IK Start in juli 2016 voor Celtic. Ajer debuteerde in 2018 in het Noors voetbalelftal.

## Clubcarrière
In juli 2014 verruilde Ajer Lillestrøm SK voor IK Start aangezien zijn ouders verhuisden naar Kristiansand. Op 19 juli 2015 debuteerde hij in de Tippeligaen tegen FK Bodø/Glimt. Op 28 september 2014 vierde de Noors jeugdinternational zijn eerste competitiedoelpunt tegen Sarpsborg FK. In zijn eerste seizoen kwam hij tot een totaal van dertien optredens in competitieverband. Op 30 mei 2015 was Ajer tweemaal trefzeker tegen FK Haugesund. Op 4 juli 2015 maakte hij opnieuw twee doelpunten tegen Stabaek IF.

## Clubstatistieken
| Seizoen | Club         | Competitie           | Competitie | Competitie | Beker | Beker | Internationaal | Internationaal | Totaal | Totaal |
| Seizoen | Club         | Competitie           | Wed.       | Dlp.       | Wed.  | Dlp.  | Wed.           | Dlp.           | Wed.   | Dlp.   |
| ------- | ------------ | -------------------- | ---------- | ---------- | ----- | ----- | -------------- | -------------- | ------ | ------ |
| 2014    | IK Start     | Tippeligaen          | 13         | 1          | 0     | 0     | —              | —              | 13     | 1      |
| 2015    | IK Start     | Tippeligaen          | 30         | 8          | 0     | 0     | —              | —              | 30     | 8      |
| 2016    | IK Start     | Tippeligaen          | 11         | 0          | 1     | 0     | —              | —              | 12     | 0      |
| 2016/17 | Celtic       | Scottish Premiership | 0          | 0          | 0     | 0     | 1              | 0              | 1      | 0      |
| 2016/17 | → Kilmarnock | Scottish Premiership | 16         | 0          | 1     | 0     | —              | —              | 17     | 0      |
| 2017/18 | Celtic       | Scottish Premiership | 24         | 0          | 6     | 0     | 4              | 0              | 34     | 0      |
| 2018/19 | Celtic       | Scottish Premiership | 28         | 0          | 7     | 0     | 10             | 1              | 45     | 1      |
| 2019/20 | Celtic       | Scottish Premiership | 0          | 0          | 0     | 0     | 3              | 1              | 3      | 1      |
| Totaal  | Totaal       | Totaal               | 122        | 9          | 15    | 0     | 18             | 2              | 155    | 11     |

Bijgewerkt t/m 3 augustus 2019

## Interlandcarrière
Ajer kwam uit voor verschillende Noorse nationale jeugdelftallen. Hij debuteerde op 23 maart 2018 in het Noors voetbalelftal, tijdens een met 4–1 gewonnen oefeninterland tegen Australië. Hij speelde de hele wedstrijd.

## Erelijst
| Landskampioen Schotland | 2x | 2017/18, 2018/19 |
| Scottish Cup            | 2x | 2017/18, 2018/19 |
| Scottish League Cup     | 2x | 2017/18, 2018/19 |